# Daisy Miller (boek)
Daisy Miller (originele Engelse titel: Daisy Miller. A Study) is een novelle van de Amerikaanse schrijver Henry James. Het verhaal werd in 1878 gepubliceerd in het literaire tijdschrift Cornhill Magazine en een jaar later in boekvorm bij Harper & Brothers. Het is een portret van de flirterige, mooie Amerikaanse jongedame Daisy Miller, gezien door de ogen van haar landgenoot Frederick Winterbourne, zich afspelend in Vevey en Rome.
Er zijn vier Nederlandse vertalingen: van een onbekende vertaler in het 'Bataviaasch Handelsblad' in augustus 1878; van Klaas Vondeling (1983), van Hans Werne (1985) en Frank Lekens (2016). In 1974 werd het verhaal verfilmd door Peter Bogdanovich. Criticus Pieter Steinz nam de novelle op in zijn "lijst van 130 klassieken uit de wereldliteratuur".

## Verhaal

#### Hoofdstuk 1
De 27-jarige enigszins conventionele Amerikaan Frederick Winterbourne, die studeert in Genève, bezoekt zijn tante in het kuuroord Vevey. Hij ontmoet daar in een hotel de mooie jonge Amerikaanse Daisy Miller, die met haar moeder, haar vroegwijze broertje Randolph en de bediende Eugenio door Europa reist. Ze raken onbevangen met elkaar in gesprek en het eindig ermee dat ze afspreken met zijn tweetjes een bezoek aan Kasteel van Chillon te zullen brengen.
Winterbournes tante uit zich negatief over de sociale status van de Millers en het vrije gedrag van het meisje.

#### Hoofdstuk 2
Winterbourne en Daisy Miller ontmoeten elkaar opnieuw en gaan met elkaar wandelen. Als Daisy's moeder ten tonele verschijnt neemt zij de leiding in de conversatie over. Ook Eugenio sluit zich aan bij het gezelschap en stelt zich gereserveerd op ten aanzien van Winterbourne. Winterbourne krijgt nauwelijks echt contact met de rond dwarrelende Daisy, maar op het laatst herinnert ze hem toch aan hun afspraakje en twee dagen later gaan ze met zijn tweetjes naar het kasteel. Daar aangekomen heeft ze nauwelijks aandacht voor de bezienswaardigheid, maar kwebbelt voortdurend en springt van de hak op de tak in haar gesprekken met Winterbourne. Op de terugweg geeft ze aan dat ze snel zal door reizen naar Rome. Ze gebiedt Winterbourne toe te zeggen dat hij haar daar komt bezoeken en dat belooft hij. Vervolgens keer hij terug naar Genève.

#### Hoofdstuk 3
Als Winterbourne later naar Rome reist ontmoet hij daar Daisy Miller op een salon van een wederzijdse bekende, mevrouw Walker. Daisy verwijt hem dat hij na zijn aankomst niet meteen naar haar is gekomen, maar besteedt verder nauwelijks aandacht aan hem. Ze houdt zich voortdurend op met een galante Italiaan die ze heeft ontmoet, Giovanelli, die haar overal begeleidt. De Amerikaanse gemeenschap in Rome spreekt al snel schande van haar vrije omgang met de Italiaan, met wie ze tot laat in de avonden door Rome trekt. Daisy reageert verbaasd op het misprijzen, maar laat er zich verder niets aan gelegen liggen. Winterbourne blijft haar opzoeken, maar durft het niet voor haar op te nemen. Hij krijgt ook nauwelijks hoogte van wat er werkelijk in haar omgaat: of ze nu verliefd is op Giovanelli of alleen aan het flirten, of ze alleen een leuke tijd wil hebben of hem wellicht op de proef stelt.

#### Hoofdstuk 4
Daisy wordt steeds meer gemeden door de Amerikaanse gemeenschap, maar volhardt in haar contacten met Giovanelli. Ook haar moeder weet niet hoe zij deze relatie moet inschatten. De weinig dappere Winterbourne blijft er voorzichtig bij haar op aandringen dat ze zich rekenschap geeft van haar omgeving. Op een nacht ziet Winterbourne dat ze met Giovanelli door het Colosseum wandelt, een plaats die toentertijd bekendstond voor haar slechte invloed op de gezondheid. Hij spreekt Giovanelli daar op aan, maar Daisy niet. Twee dagen later hoort hij dat Daisy de Romeinse koorts heeft en kort daarna sterft ze. Aan haar graf vertelt Giovanelli aan Winterbourne dat ze niet verloofd waren en dat hij ook nooit geloofd heeft dat ze ooit met hem heeft willen trouwen. Ze zou "de achting van iemand anders hebben geapprecieerd". Winterbourne keert terug naar Genève en hervat zijn oude leven

## Duiding en analyse
Daisy Miller schetst een psychologisch sterk portret van een jonge Amerikaanse die haar plek zoekt in de voor haar nieuwe wereld van de Amerikaanse gemeenschap in Europa. Dit verhaal wordt verteld door een auctoriale verteller, maar nadrukkelijk vanuit het perspectief van haar Daisy's landgenoot Winterbourne. Doorheen het hele verhaal blijft onduidelijk wat Daisy werkelijk denkt en welke overwegingen ze maakt.
Een belangrijk thema in het verhaal is de bekrompenheid van de sterk in hiërarchische verhoudingen en vooroordelen denkende Amerikaanse gemeenschap in Europa, zonder dat James daar overigens een moreel oordeel over geeft. Veel rijke Amerikanen maakten in de tweede helft van de negentiende eeuw een "grande tour" door Europa en velen ontmoeten elkaar in steden als Rome en Parijs en aan de Zwitserse meren, waarbij men elkaar uitgebreid besprak. James kende deze gewoonte uit eigen ervaring. Hij ervoer echter ook dat een nieuwe generatie de oude waarden steeds minder accepteerde en stelt die controverse in Daisy Miller nadrukkelijk aan de orde.
James stelt de lezer voor de opgave zelf een oordeel te geven over Daisy op basis van subjectieve informatie uit tweede hand, met name van Winterbourne, door wiens ogen alles wordt bekeken. De vraag rijst of ze vooral naïef en onschuldig is of berekenend en enigszins gemeen, met name jegens haar moeder en Winterbourne. De dramatische dood van Daisy aan het einde van het verhaal haalt deze vraag echter weer in: uiteindelijk is een gevoel van sympathie onontkoombaar, ongeacht het oordeel over haar onbevangen non-conformistische gedrag.